# 鉄原五台米
鉄原五台米（チョルウォンオデまい、朝鮮語: 철원오대쌀 / 鐵原五台米）は、大韓民国の米の銘柄の一つ。
江原特別自治道鉄原郡の非武装地帯（DMZ）付近で生産される。品種は韓国農村振興庁が開発した五台（オデ）稲。DMZ米とも呼ばれる。

## 概要
鉄原五台米が生産される鉄原郡は民間人出入統制区域の中に位置し、一般人の立ち入りが制限されている。このことから鉄原は多くの手つかずの自然環境が残る地域となっている。水や空気が澄んでいるだけでなく、土質が粘土質の黄土であることや生育期の寒暖差が大きいことといった稲の生産に適した環境を持つ。鉄原五台米の特徴として米粒が太く、腹白が大きい。また、炊飯後に味が落ちにくいという特徴も持つ。
鉄稲五台米は五台稲という品種名と鉄原という地名を組み合わせた名前であり、韓国国内で初めてブランド化した銘柄となっている。韓国国内ではブランド米として知られるほか、DMZ周辺への観光客の土産物として販売されている。

### 五台稲
五台稲は1982年に農村振興庁作物試験場で育成した品種。寒害に強く、栽培期間が短い品種。北部山間地で栽培可能な米として育成された。品種名は江原道東海岸に所在する五台山の名前に由来する。

## 歴史
- 1982年 - 五台米が開発される。
- 1992年 - 国立農産物品質管理院が発表した食味検定で国内トップの評価を得た。
- 1995年 - 米穀処理場竣工。米の品質が向上に寄与する。

大韓航空の機内食や離乳食向けに出荷されるようになり認知度・信頼度が向上した。
- 2005年 - 地理的表示保護制度に登録番号第13号として登録。
- 2005年 - 第8回全国米まつり大賞受賞

2018年時点で鉄原郡の農地の95％以上で五台米が生産されている。